# Danh sách tòa nhà cao nhất Bắc Ninh

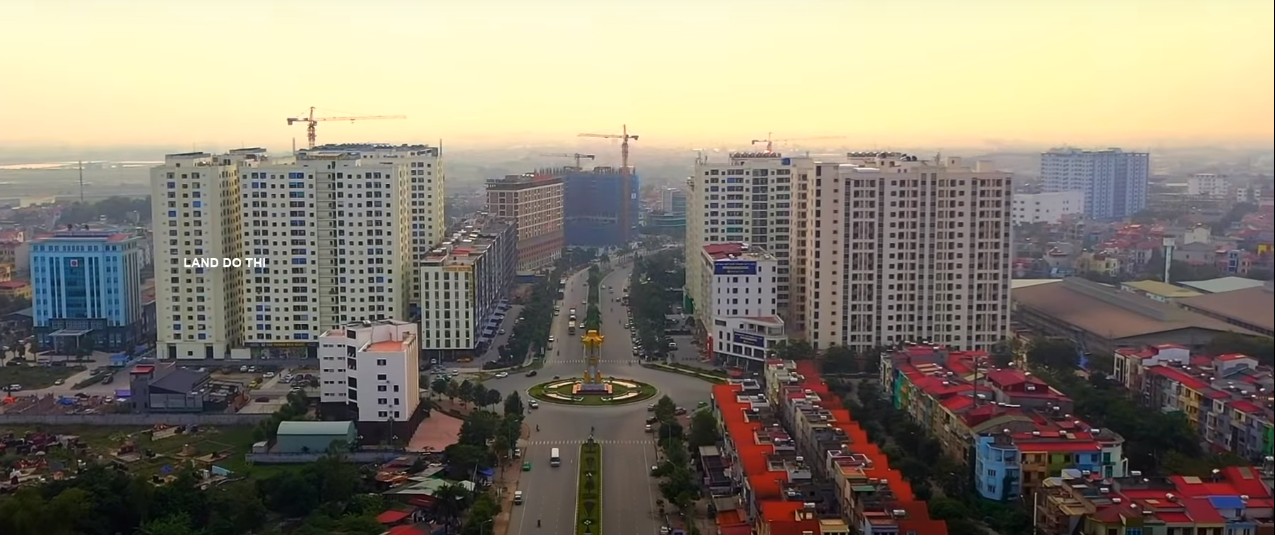
Đường chân trời thành phố Bắc Ninh năm 2019

Đây là Danh sách tòa nhà cao nhất tại Bắc Ninh được xếp hạng dựa trên chiều cao của tòa nhà (độ cao tính từ chân tòa nhà đến phần cấu trúc cao nhất của tòa nhà). Các tòa tháp chẳng hạn như các tháp phát sóng, đài tưởng niệm không được coi là một tòa nhà vì chúng không phải là công trình có thể ở được, các tòa tháp như thế sẽ không xuất hiện trong bảng xếp hạng này.
Tỉnh Bắc Ninh hiện có 47 tòa nhà đã hoàn thành (bao gồm 7 tòa nhà trọc trời cao trên 100 mét và 40 tòa nhà cao tầng). Tòa nhà cao nhất Bắc Ninh là Tổ hợp trung tâm thương mại, chung cư và khách sạn Suối Hoa còn đang dang dở cao 129 mét.
Trong những năm gần đây, hàng loạt các tòa nhà cao tầng đã được xây dựng tại Bắc Ninh. Tuy nhiên, hầu hết các tòa nhà này đều nằm trong địa phận thành phố Bắc Ninh.

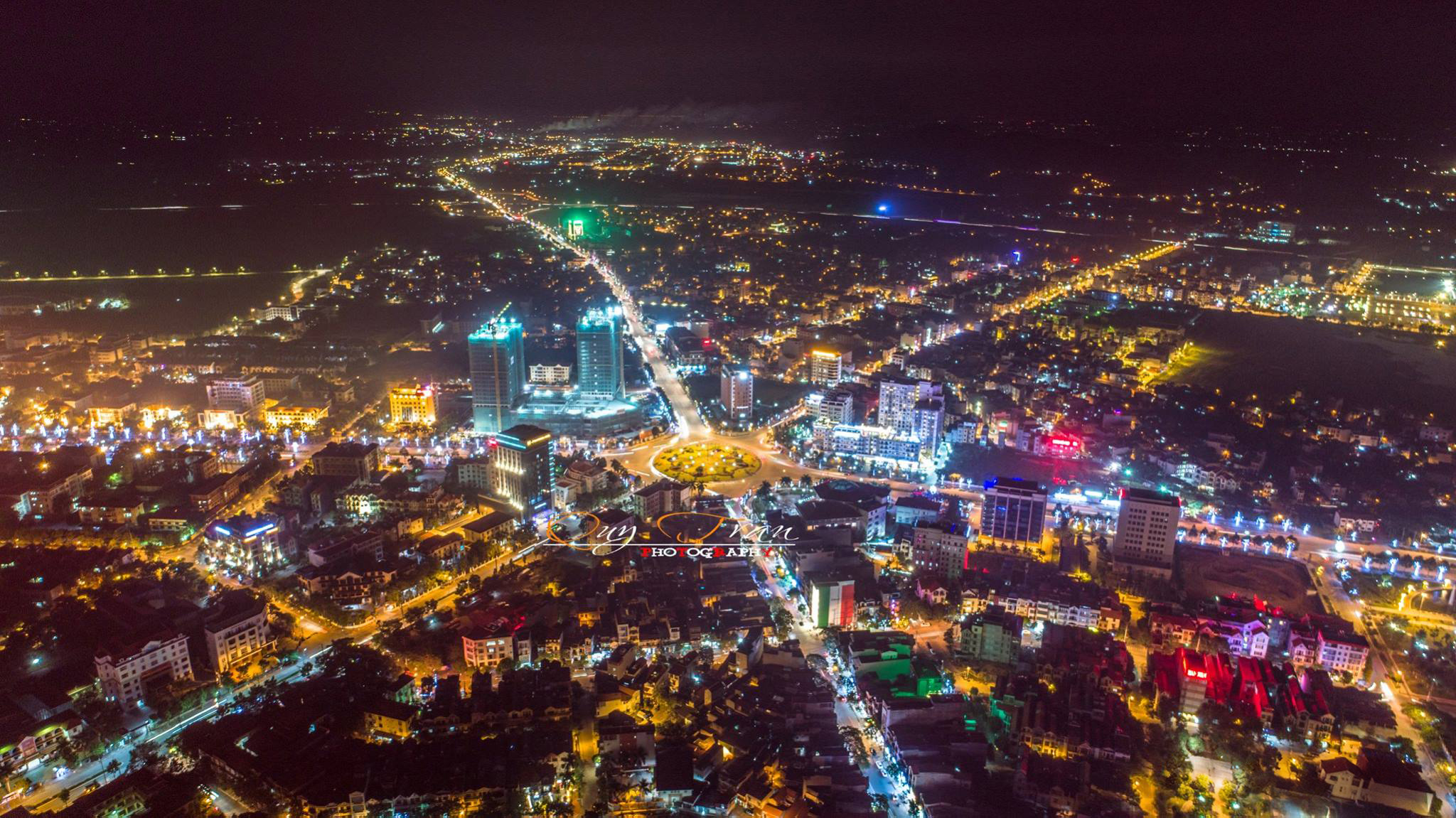
Thành phố Bắc Ninh vào ban đêm nhìn từ trên cao năm 2018.

| Khu vực     | ≥50m | ≥100m |
| ----------- | ---- | ----- |
| Bắc Ninh    | 36   | 7     |
| Quế Võ      | 6    | -     |
| Từ Sơn      | 3    | -     |
| Thuận Thành | 2    | -     |

## Tòa nhà đã hoàn thành
Dưới đây là danh sách tất cả các tòa nhà tại tỉnh Bắc Ninh đã hoàn thành hoặc đã cất nóc có chiều cao trên 50 m hoặc trên 15 tầng.
|  | Tòa nhà cao nhất Bắc Ninh         |
|  | Tòa nhà đã từng cao nhất Bắc Ninh |
|  | Tòa nhà đã hoàn thành phần thô    |
|  | Tòa nhà đã cất nóc                |

| Hạng | Tòa nhà                                                    | Hình ảnh                 | Thành phố, huyện | Phường, xã  | Chiều cao | Tầng | Hoàn thành         | Ghi chú |
| ---- | ---------------------------------------------------------- | ------------------------ | ---------------- | ----------- | --------- | ---- | ------------------ | --- |
| 1    | Trung tâm thương mại, chung cư và khách sạn 5 sao Suối Hoa |                          | Bắc Ninh         | Suối Hoa    | 129       | 34   | 2021 Xong phần thô | Là công trình chưa hoàn thành cao nhất tỉnh Bắc Ninh. Bắt đầu thi công vào năm 2019 nhưng do ảnh hưởng của Đại dịch Covid-19 nên việc thi công đã bị trì hoãn từ cuối năm 2021 và đã được tiếp tục thi công vào 2024. |
| 2    | Vinhomes Bắc Ninh SA                                       | Thành phố Bắc Ninh.png   | Bắc Ninh         | Suối Hoa    | 121,6     | 31   | 2018               | Là tòa nhà đã hoàn thành cao nhất tỉnh Bắc Ninh và là công trình cao thứ 2 của tỉnh. Thuộc tổ hợp Vinhomes Bắc Ninh                                                                                                   |
| 3    | Parkview City                                              |                          | Bắc Ninh         | Ninh Xá     | 108       | 30   | 2022               | |
| 4    | Vinhomes Bắc Ninh SC                                       | Thành phố Bắc Ninh.png   | Bắc Ninh         | Suối Hoa    | 106       | 27   | 2018               | Thuộc tổ hợp Vinhomes Bắc Ninh |
| 5    | Green Pearl Bắc Ninh                                       |                          | Bắc Ninh         | Võ Cường    | 102       | 29   | 2020               | |
| 6    | Grand Phoenix Hotel                                        |                          | Bắc Ninh         | Đại Phúc    | 100       | 28   | 2019               | |
| 7    | Phoenix Tower                                              |                          | Bắc Ninh         | Đại Phúc    | 100       | 28   | 2019               | |
| 8    | Mường Thanh Luxury Bắc Ninh                                | Thành Phố Bắc Ninh 3.jpg | Bắc Ninh         | Tiền An     | 92        | 27   | 2017               | Từng là tòa nhà cao nhất tỉnh Bắc Ninh từ năm 2017 đến năm 2018 |
| 9    | Việt Long Complex                                          |                          | Bắc Ninh         | Ninh Xá     | 72        | 21   | 2020               | |
| 10   | Cát Tường New                                              | Thành Phố Bắc Ninh 6.jpg | Bắc Ninh         | Ninh Xá     | 69,2      | 19   | 2016               | Từng là tòa nhà cao nhất tỉnh Bắc Ninh từ năm 2016 đến năm 2017 |
| 11   | Hong Kong London Complex CT2                               |                          | Từ Sơn           | Đông Ngàn   | 69        | 18   | 2018 Xong phần thô | Việc thi công đã bắt đầu gần 20 năm trước. Đến năm 2018 dự án hoàn thành việc gia cố phần móng và cuối năm 2019 thì có vài ngày thi công trát tường bên ngoài.                                                        |
| 12   | Mandala Hotel                                              | Thành Phố Bắc Ninh 7.jpg | Bắc Ninh         | Vũ Ninh     | 69        | 18   | 2019               | Tên cũ là Apec Royal Park |
| 13   | Cát Tường Eco CT1                                          | Thành phố Bắc Ninh3.png  | Bắc Ninh         | Võ Cường    | 68,8      | 19   | 2017               | |
| 14   | Cát Tường Eco CT2                                          | Thành phố Bắc Ninh3.png  | Bắc Ninh         | Võ Cường    | 68,8      | 19   | 2017               | |
| 15   | Cát Tường Eco CT3                                          | Thành phố Bắc Ninh3.png  | Bắc Ninh         | Võ Cường    | 68,8      | 19   | 2017               | |
| 16   | Cát Tường Eco CT4                                          | Thành phố Bắc Ninh3.png  | Bắc Ninh         | Võ Cường    | 68,8      | 19   | 2017               | |
| 17   | Cát Tường NTN CT1A                                         | Thành phố Bắc Ninh3.png  | Bắc Ninh         | Võ Cường    | 68        | 19   | 2012               | Từng là tòa nhà cao nhất tỉnh Bắc Ninh từ năm 2012 đến năm 2016 |
| 18   | Cát Tường NTN CT1B                                         | Thành phố Bắc Ninh3.png  | Bắc Ninh         | Võ Cường    | 68        | 19   | 2012               | Từng là tòa nhà cao nhất tỉnh Bắc Ninh từ năm 2012 đến năm 2016 |
| 19   | Hợp Phú Complex                                            |                          | Bắc Ninh         | Võ Cường    | 68        | 20   | 2018               | |
| 20   | Cát Tường Thống Nhất N1                                    |                          | Bắc Ninh         | Võ Cường    | 68        | 19   | 2020               | |
| 21   | Cát Tường Thống Nhất N2                                    |                          | Bắc Ninh         | Võ Cường    | 68        | 19   | 2020               | |
| 22   | Cát Tường Thống Nhất N3                                    |                          | Bắc Ninh         | Võ Cường    | 68        | 19   | 2021               | |
| 23   | Cát Tường Thống Nhất N4                                    |                          | Bắc Ninh         | Võ Cường    | 68        | 19   | 2021               | |
| 24   | Chung cư Hoàng Gia 1                                       |                          | Bắc Ninh         | Kinh Bắc    | 65        | 19   | 2018               | |
| 25   | Chung cư Hoàng Gia 2                                       |                          | Bắc Ninh         | Kinh Bắc    | 65        | 19   | 2018               | |
| 26   | V-City V1                                                  | Thành phố Bắc Ninh3.png  | Bắc Ninh         | Võ Cường    | 61        | 18   | 2019               | |
| 27   | V-City V2                                                  | Thành phố Bắc Ninh3.png  | Bắc Ninh         | Võ Cường    | 61        | 18   | 2019               | |
| 28   | Chung cư Thanh Bình CT1                                    |                          | Bắc Ninh         | Ninh Xá     | 61        | 18   | 2020               | Chung cư Thanh Bình bao gồm 2 tòa nhà. Tòa 1 gồm 1 block CT1 và tòa 2 gồm 3 block liền kề CT2-CT3-CT4 |
| 29   | Chung cư Thanh Bình CT2-3-4                                |                          | Bắc Ninh         | Ninh Xá     | 61        | 18   | 2020               | Chung cư Thanh Bình bao gồm 2 tòa nhà. Tòa 1 gồm 1 block CT1 và tòa 2 gồm 3 block liền kề CT2-CT3-CT4 |
| 30   | Golden Park V1                                             |                          | Quế Võ           | Phương Liễu | 61        | 18   | 2020               | Tòa nhà cao nhất thị xã Quế Võ |
| 31   | Golden Park V2                                             |                          | Quế Võ           | Phương Liễu | 61        | 18   | 2020               | Tòa nhà cao nhất thị xã Quế Võ |
| 32   | Golden Park G1                                             |                          | Quế Võ           | Phương Liễu | 61        | 18   | 2021               | |
| 33   | Golden Park G2                                             |                          | Quế Võ           | Phương Liễu | 61        | 18   | 2021               | |
| 34   | Golden Park G3                                             |                          | Quế Võ           | Phương Liễu | 61        | 18   | 2021               | |
| 35   | Golden Park G4                                             |                          | Quế Võ           | Phương Liễu | 61        | 18   | 2021               | |
| 36   | Tòa nhà VNPT Bắc Ninh                                      | Thành Phố Bắc Ninh 6.jpg | Bắc Ninh         | Ninh Xá     | 55        | 16   | 2012               | |
| 37   | Chung cư Đông Dương                                        |                          | Bắc Ninh         | Kinh Bắc    | 55        | 16   | 2019               | |
| 38   | Cát Tường NTN CT2                                          | Thành phố Bắc Ninh3.png  | Bắc Ninh         | Võ Cường    | 51        | 15   | 2012               | |
| 39   | Chung cư Hòa Long                                          |                          | Bắc Ninh         | Kinh Bắc    | 51        | 15   | 2016               | |
| 40   | Viglacera 15T                                              | Thành phố Bắc Ninh.png   | Bắc Ninh         | Đại Phúc    | 51        | 15   | 2016               | |
| 41   | Chung cư Cao Nguyên 2 CT1                                  | Thành phố Bắc Ninh3.png  | Bắc Ninh         | Võ Cường    | 51        | 15   | 2018               | |
| 42   | Chung cư Cao Nguyên 2 CT2                                  | Thành phố Bắc Ninh3.png  | Bắc Ninh         | Võ Cường    | 51        | 15   | 2018               | |
| 43   | Chung Cư Môi Trường Xanh CT1                               |                          | Từ Sơn           | Đồng Nguyên | 51        | 15   | 2020               | Tòa nhà đã hoàn thành cao nhất thành phố Từ Sơn |
| 44   | Chung Cư Môi Trường Xanh CT2                               |                          | Từ Sơn           | Đồng Nguyên | 51        | 15   | 2020               | Tòa nhà đã hoàn thành cao nhất thành phố Từ Sơn |
| 45   | Lotus Central                                              |                          | Bắc Ninh         | Ninh Xá     | 51        | 15   | 2021               | |
| 46   | Chung cư Thuận Thành CT3                                   |                          | Thuận Thành      | Hồ          | 51        | 15   | 2022               | Tòa nhà cao nhất thị xã Thuận Thành |
| 47   | Chung cư Thuận Thành CT2                                   |                          | Thuận Thành      | Hồ          | 51        | 15   | 2023               | Dự án đã cất nóc vào năm 2022 |

## Các tòa nhà trong tương lai

### Đang xây dựng
Không có tòa nhà đang trong quá trình xây dựng trên địa bàn tỉnh

### Đã lên kế hoạch, phê duyệt, đề xuất
| Hạng | Tòa nhà                  | Vị trí      | Chiều cao | Số tầng | Năm  | Trạng thái |
| ---- | ------------------------ | ----------- | --------- | ------- | ---- | ---------- |
| 1    | Him Lam Twin Tower A     | Bắc Ninh    | 188       | 45      | -    | Phê duyệt  |
| 2    | Him Lam Twin Tower B     | Bắc Ninh    | 138       | 35      | -    | Phê duyệt  |
| 3    | Tecco Complex            | Bắc Ninh    | 119       | 35      | -    | Động thổ   |
| 4    | Hoàng Gia New Melbourne  | Bắc Ninh    | 99        | 29      | -    | Kế hoạch   |
| 5    | Nhà ở hỗn hợp NO16       | Bắc Ninh    | 81,4      | 22      | -    | Phê duyệt  |
| 6    | NOXH Thụy Hòa CT1        | Yên Phong   | 72        | 21      | -    | Đề xuất    |
| 7    | NOXH Thụy Hòa CT2        | Yên Phong   | 72        | 21      | -    | Đề xuất    |
| 8    | NOXH Thụy Hòa CT3        | Yên Phong   | 72        | 21      | -    | Đề xuất    |
| 9    | NOXH Thụy Hòa CT4        | Yên Phong   | 72        | 21      | -    | Đề xuất    |
| 10   | NOXH Thụy Hòa CT5        | Yên Phong   | 72        | 21      | -    | Đề xuất    |
| 11   | NOXH Thụy Hòa CT6        | Yên Phong   | 72        | 21      | -    | Đề xuất    |
| 12   | NOXH Thụy Hòa CT7        | Yên Phong   | 72        | 21      | -    | Đề xuất    |
| 13   | NOXH Thụy Hòa CT8        | Yên Phong   | 72        | 21      | -    | Đề xuất    |
| 14   | Golden Park G5           | Quế Võ      | 61        | 18      | -    | Phê duyệt  |
| 15   | Golden Park G6           | Quế Võ      | 61        | 18      | -    | Phê duyệt  |
| 16   | Golden Park G7           | Quế Võ      | 61        | 18      | -    | Phê duyệt  |
| 17   | Golden Park G8           | Quế Võ      | 61        | 18      | -    | Phê duyệt  |
| 18   | Golden Park G9           | Quế Võ      | 61        | 18      | -    | Phê duyệt  |
| 19   | Golden Park G10          | Quế Võ      | 61        | 18      | -    | Phê duyệt  |
| 20   | Chung cư Thuận Thành CT1 | Thuận Thành | 51        | 15      | 2024 | Kế hoạch   |
| 21   | Chung cư Thuận Thành CT4 | Thuận Thành | 51        | 15      | 2024 | Kế hoạch   |

### Tầm nhìn
| Hạng | Tòa nhà              | Vị trí   | Chiều cao | Số tầng | Năm |
| ---- | -------------------- | -------- | --------- | ------- | --- |
| 1    | Bac Ninh City Hall A | Bắc Ninh | 80        | 21      | -   |
| 2    | Bac Ninh City Hall B | Bắc Ninh | 72        | 19      | -   |

## Đã bị hủy bỏ hoặc dừng thi công

### Đang bị trì hoãn
| Hạng | Tòa nhà                      | Vị trí   | Chiều cao | Tầng | Khởi công       | Trì hoãn        | Tiến độ              |
| ---- | ---------------------------- | -------- | --------- | ---- | --------------- | --------------- | -------------------- |
| 1    | TTTM-CC-KS 5 sao Suối Hoa    | Bắc Ninh | 129       | 34   | 2019            | 2021            | Hoàn thành phần thô  |
| 2    | Kinh Bắc Tower A             | Bắc Ninh | 95        | 28   | Chưa triển khai | Chưa triển khai | Đất trống            |
| 3    | Kinh Bắc Tower B             | Bắc Ninh | 95        | 28   | Chưa triển khai | Chưa triển khai | Đất trống            |
| 4    | Hong Kong London Complex CT1 | Từ Sơn   | 85        | 22   | Khoảng 2002     | 2018            | Thi công đến tầng 12 |
| 5    | Hong Kong London Complex CT2 | Từ Sơn   | 69        | 18   | Khoảng 2002     | 2018            | Hoàn thành phần thô  |

### Đã hủy bỏ
- Trung tâm thương mại Ngã 6 (Bắc Ninh) - 72 mét, 21 tầng

## Mốc thời gian tòa nhà cao nhất
| Số năm cao nhất | Tòa nhà                     | Hình ảnh                 | Chiều cao m (ft) | Vị trí   |
| --------------- | --------------------------- | ------------------------ | ---------------- | -------- |
| 2021- Hiện tại  | TTTM-CC-KS 5 sao Suối Hoa   |                          | 129              | Bắc Ninh |
| 2018 - 2021     | Vinhomes Bắc Ninh           | Thành phố Bắc Ninh.png   | 121,6            | Bắc Ninh |
| 2017 - 2018     | Mường Thanh Luxury Bắc Ninh | Thành Phố Bắc Ninh 3.jpg | 92               | Bắc Ninh |
| 2016 - 2017     | Cát Tường New               | Thành Phố Bắc Ninh 6.jpg | 69,2             | Bắc Ninh |
| 2012 - 2016     | Cát Tường NTN               | Thành phố Bắc Ninh3.png  | 68               | Bắc Ninh |
| 1892 - 2012     | Nhà Thờ Chính Tòa Bắc Ninh  |                          | 22               | Bắc Ninh |
| 1838 - 1892     | Cột cờ Bắc Ninh             |                          | 17               | Bắc Ninh |